# Desa Tlambah (administrativ by i Indonesien, lat -7,03, long 113,38)
Desa Tlambah är en administrativ by i Indonesien.   Den ligger i provinsen Jawa Timur, i den västra delen av landet, 700 km öster om huvudstaden Jakarta. Desa Tlambah ligger på ön Madura.